# Tecnam P92
Tecnam P92 Echo ali Tecnam P92 Eaglet je dvosedeženo visokokrilno lahko športno letalo italijanskega proizvajalca Tecnam. 

## Različice
P92 JSnadgrajena verzijs s 100-konjskim motorjem Rotax 912S, ima krajša krila, kovinska zakrilca in druge modifikacije
P92 LYP92 JS z Lycoming YO-233-B2A motorjem
P92 EchoNa voljo z 80- ali 100-konjskim  Rotax 912 motorjem
P92 SEASKYamfibijska verzija letala P92 Echo
P92 S Echomodificirana krila, na voljo z 80- ali 100-konjskim  Rotax 912 motorjem
P92 Echo Supers 100 konjskim Rotax 912ULS motorjem
P92 JNadgrajena verzija letala Echo, na voljo so 80 konjskim Rotax 912U
P92 2000RGpredelan trup, krajši razpon kril, uvlačljivo pristajalno podvozje in 100-konjski Rotax 912S motor
P92 Eagletima winglete in 100-konjski Rotax 912 motor
P92 Eaglet G5Predelan P92 Eaglet z motorjem Lycoming YO-233-B2A
P92 TDVerzija z repnim kolesom

## Specifikacije (P92 Echo Super)
Podatki iz http://www.tecnam.com/ing/echosuper.cfm
Splošne karakteristike
- Posadka: 1 pilot
- Število sedežev: 1 potnik
- Dolžina: 6,40 m (20 ft 11 in)
- Razpon kril: 8,70 m (28 ft 6 in)
- Višina: 2,50 m (8 ft 3 in)
- Površina kril: 12 m2 (129 sq ft)
- Teža praznega letala: 670 lb (304 kg)
- Uporaben tovor: 650 lb (295 kg)
- Maks. vzletna teža: 1212 lb (550 kg)
- Pogon letala: 1 ×  Rotax 912ULS, 100 KM (73,5 kW)

 Zmogljivost 
- Neprekoračljiva hitrost: 270 km/h (168 mph)
- Maks. hitrost: 235 km/h na nivoju morja (124 kn)
- Potovalna hitrost: 215 km/h (105 vozlov)
- Hitrost porušitve vzgona: 63 km/h (33 vozlov)
- Doseg: 800 km (500 milh)
- Višina leta: 4500 m (14760 ft)
- Hitrost vzpenjanja: 354 m/min (1161 ft/min)
- Vzletna razdalja: 100 m (328 ft)
- Pristajalna razdlja: 100 m (328 ft)